# 빌카밤바

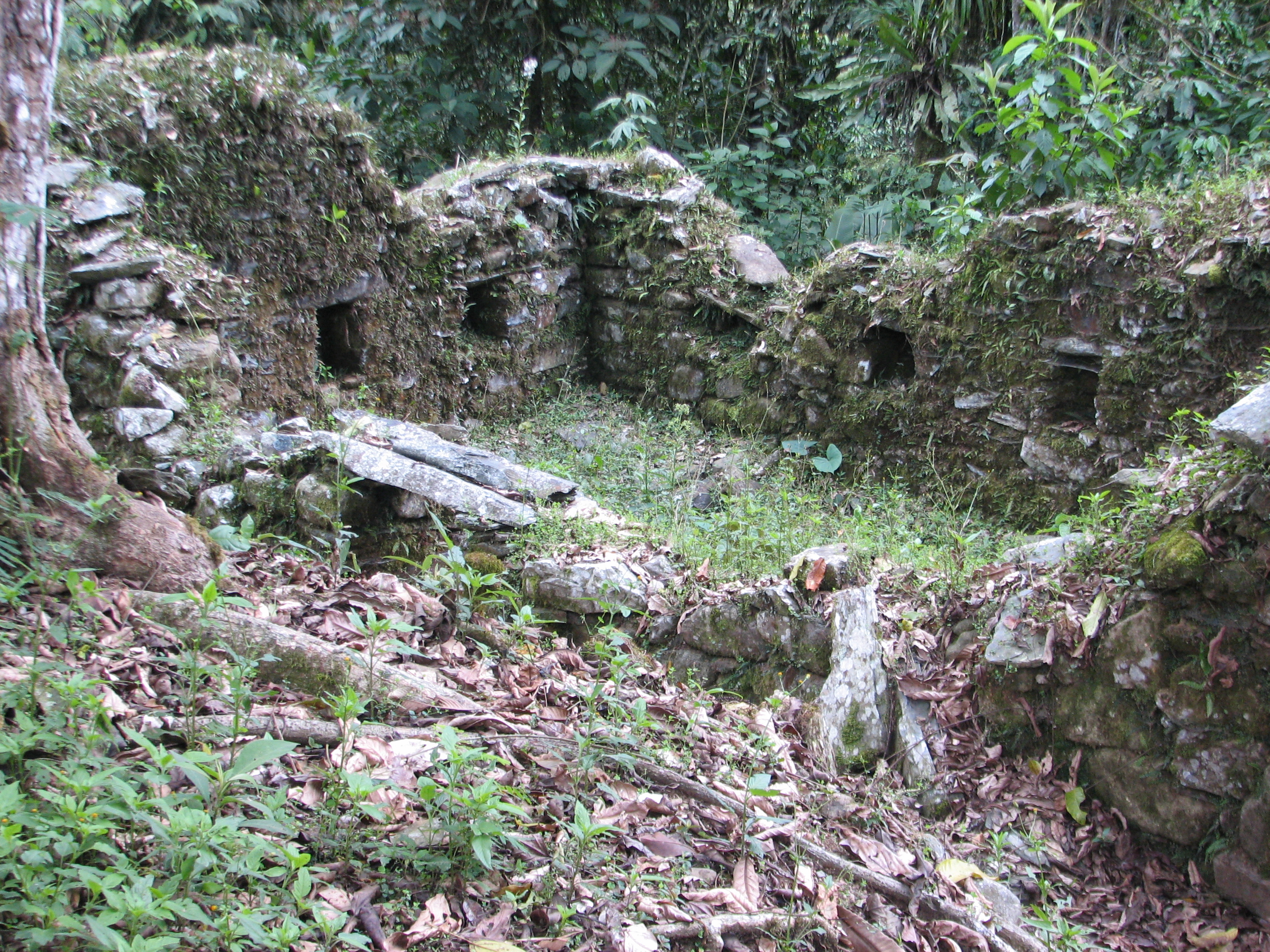
빌카밤바 유적

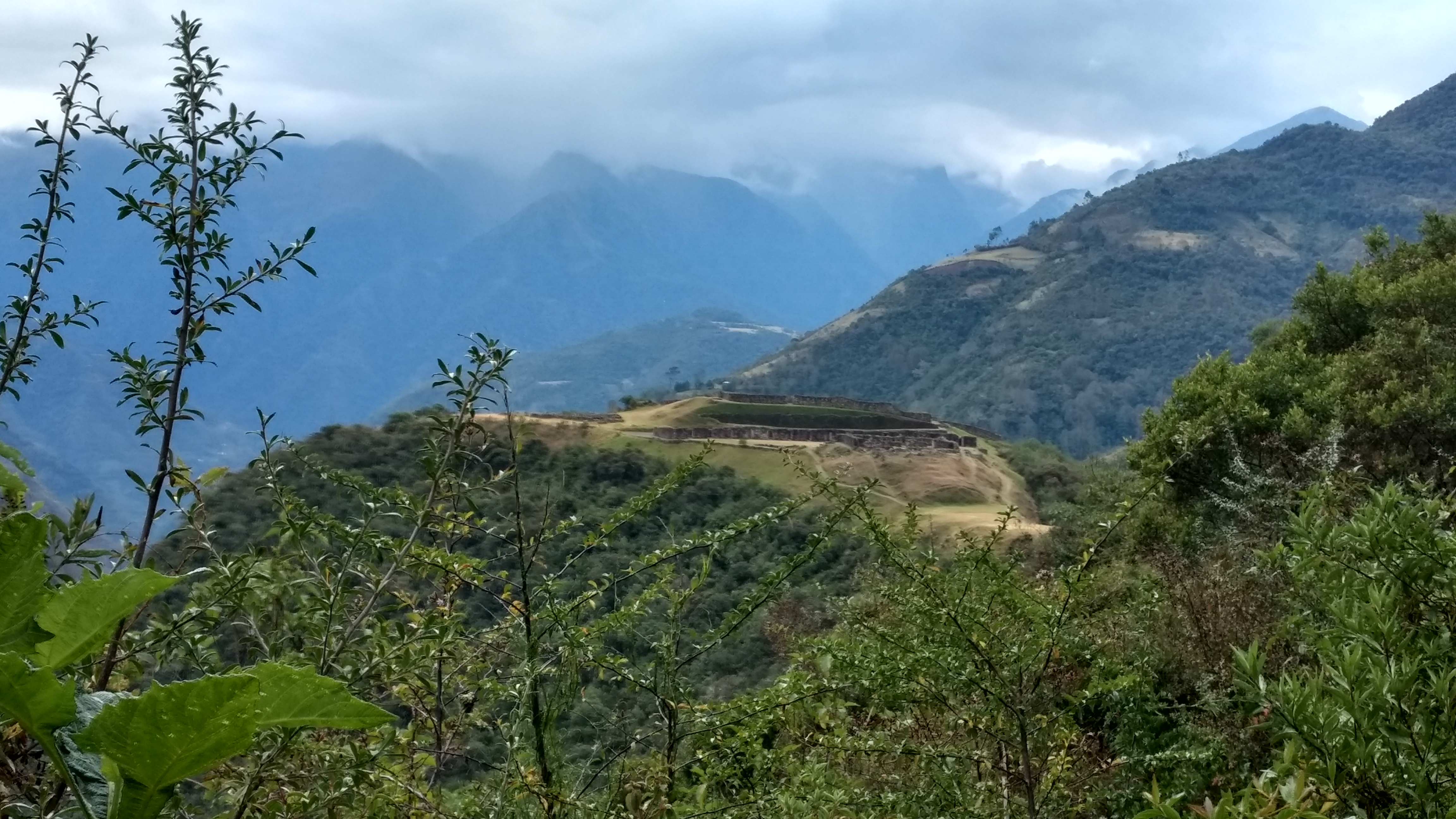
빌카밤바 유적 인근의 자연 풍경

빌카밤바(케추아어: Vilcabamba)는 케추아어로 '성스러운 평원'이라는 뜻이며, 현대에는 에스피리투 팜파(스페인어: Espiritu Pampa, 즉 '영혼들의 평원'이라는 이름으로 불리고 있다. 보통 '잉카의 잃어버린 도시'라는 이미지로 대외적으로 잘 알려져 있다. 페루의 쿠스코 지방에 위치하고 있다. 
빌카밤바는 1539년부터 1572년까지 신잉카국의 수도였으며, 1572년에 신잉카국이 스페인 군대에 의해 완전히 멸망할 때까지, 잉카 제국의 정통성을 이은 잉카인들의 마지막 수도였다. 빌카밤바가 함락된 이후에 잉카인들의 저항은 크게 위축되었으며, 이후 빌카밤바는 약탈되고 버려진 채 사람들의 기억 속에서 잊혀져 갔다. 1911년 탐험가 하이럼 빙엄이 원주민들의 안내를 받아 빌카밤바의 유적을 다시 재발견하였으며, 1964년에 미국 탐험가 진 사보이가 이 유적을 빌카밤바의 흔적임을 공식적으로 증명혀냈다. 
빌카밤바는 우루밤바 강의 지류들 중 하나인 촌토밤바 강 인근에 위치해 있다. 스페인의 통치 시기에 유적의 35km쯤 남쪽에 빌카밤바라는 이름을 가진 마을이 새로 들어섰기에, 이 마을과 옛 잉카 제국의 유적을 구분하기 위해서, 마을을 '신 빌카밤바', 유적을 '구 빌카밤바'라고 칭한다. 
2010년에 빌카밤바에서 여러 유물들이 발굴되었는데, 탄소연대측정법으로 조사해본 결과 700년대에 만들어진 것이라는 판명이 났다. 이로 인해 1500년대에 신잉카국의 수도가 되기 전부터 이미 이 곳에서 사람들이 살고 있었음을 짐작해볼 수 있다.

## 역사
빌카밤바가 위치한 라 컨벤시온 지방은 안데스산맥의 북동쪽에 있는 산줄기에 자리잡고 있는데, 매우 험한 산간 지대이다. 맨 위쪽에는 눈이 덮여있고, 정글, 분지, 깊은 계곡을 가로지르는 강 등 다양한 환경들이 서로 공존하고 있는 곳이기도 하다. 이러한 험한 환경 때문에, 스페인 군대들도 함부로 이 곳 안으로 들어올 생각을 하지 못하였고, 이와 같은 이유로 잉카 제국의 마지막 잔존 세력들이 이 곳에 모여 결사 항쟁을 벌일 수 있게 하는 배경이 되어주었다. 
잉카인들은 빌카밤바 지역을 약 1450년대에 차지하였고, 이후 마추 픽추, 빌카밤바와 같은 주요 도시들을 세워 거주하였다. 잉카 제국의 황금기 시대에는 상대적으로 중요성이 떨어졌던 빌카밤바는, 나중에 스페인 군대가 쳐들어오고 제국이 기울어가기 시작하며 그 중요성이 급속도로 커지기 시작한다. 잉카 제국의 황제였던 망코 잉카 유팡키는 올란타이탐보 전투에서 스페인 군대와 맞서 싸워 승리한 후, 올란타이탐보가 전쟁을 계속하기에는 스페인 군대와 너무 가까이 위치한다는 이유로 수도를 옮겨 잉카 제국의 서부 요충지였던 비트코스로 이동한다. 이후 스페인은 300여 명의 군사와 원주민 동맹들을 보내 비트코스를 공략하도록 하였고, 결국 비트코스는 함락되어 약탈된다. 비트코스가 함락된 직후, 수많은 잉카 귀족들이 학살당하고 사로잡혔지만, 망코 잉카 유팡키는 가까스로 탈출에 성공한다.
이후 망코 잉카는 우아이나 푸카라라는 요새로 도망쳤고, 그를 추격해온 곤잘로 피사로와 전투를 벌이게 된다. 이후 이 곳이 또 함락되자, 망코 잉카는 또다시 탈출을 감행, 성공하였고 곤잘로 피사로는 2달에 가까운 시간 동안 그를 수색하였지만 찾지 못했다. 다만 그는 망코 잉카의 아내 '마마 오쿨로'를 사로잡았고, 그녀를 잔혹하게 살해하였다. 이후 스페인 군대는 이 지방을 완전히 수색하고 정복하기 위해서는 철저한 예비 작업과 막대한 군 병력이 필요하다고 판단하여, 더이상의 수색 작업을 중단하고 후퇴하였다. 결국 1572년 전까지, 스페인 군대는 더 이상 빌카밤바 지역에 대규모 원정대를 파견하는 일을 중단하였다. 한편 망코 잉카는 빌카밤바로 피신하였고, 이 곳을 요새화하여 잉카 제국의 마지막 항전지로 삼는다.
스페인 군대와 빌카밤바의 세력은 이후 몇 십년 동안 불안정한 교착, 평화 상태를 유지해 나간다. 사절들이 쿠스코와 빌카밤바 사이를 왕래했고, 가끔씩 소규모 격전이 일어나기도 하였다. 그러던 중, 1572년 신잉카국 군대가 스페인 사절을 몰살시키자, 당시 스페인 총독이었던 프란치스코 데 톨레도는 더 이상 빌카밤바를 가만히 놔둘 수 없다는 판단 하에 대규모 원정대를 꾸리기 시작했다. 1572년 6월 24일에 보병으로 이루어진 스페인 군대가 잉카 제국의 잔존 세력들을 완전히 쓸어내기 위해 출정하였다. 당시 원정대를 보병으로만 꾸린 이유는, 빌카밤바가 워낙 외지고 험한 정글 산지 지대에 위치해 있기에 말들이 도저히 안으로 들어갈 수가 없었기 때문이었다. 그들은 빌카밤바에 도착한 이후, 그 곳에 수 천명의 잉카 전사들, 그 외 노약자, 어린이들, 그리고 400여 마리에 달하는 말들이 살고 있음을 알게 되었다.
빌카밤바가 결국 함락당한 이후, 스페인 군대는 잉카의 마지막 황제였던 투팍 아마루를 붙잡았고, 그를 쿠스코로 데려와 교수형을 집행, 사형시켰다. 

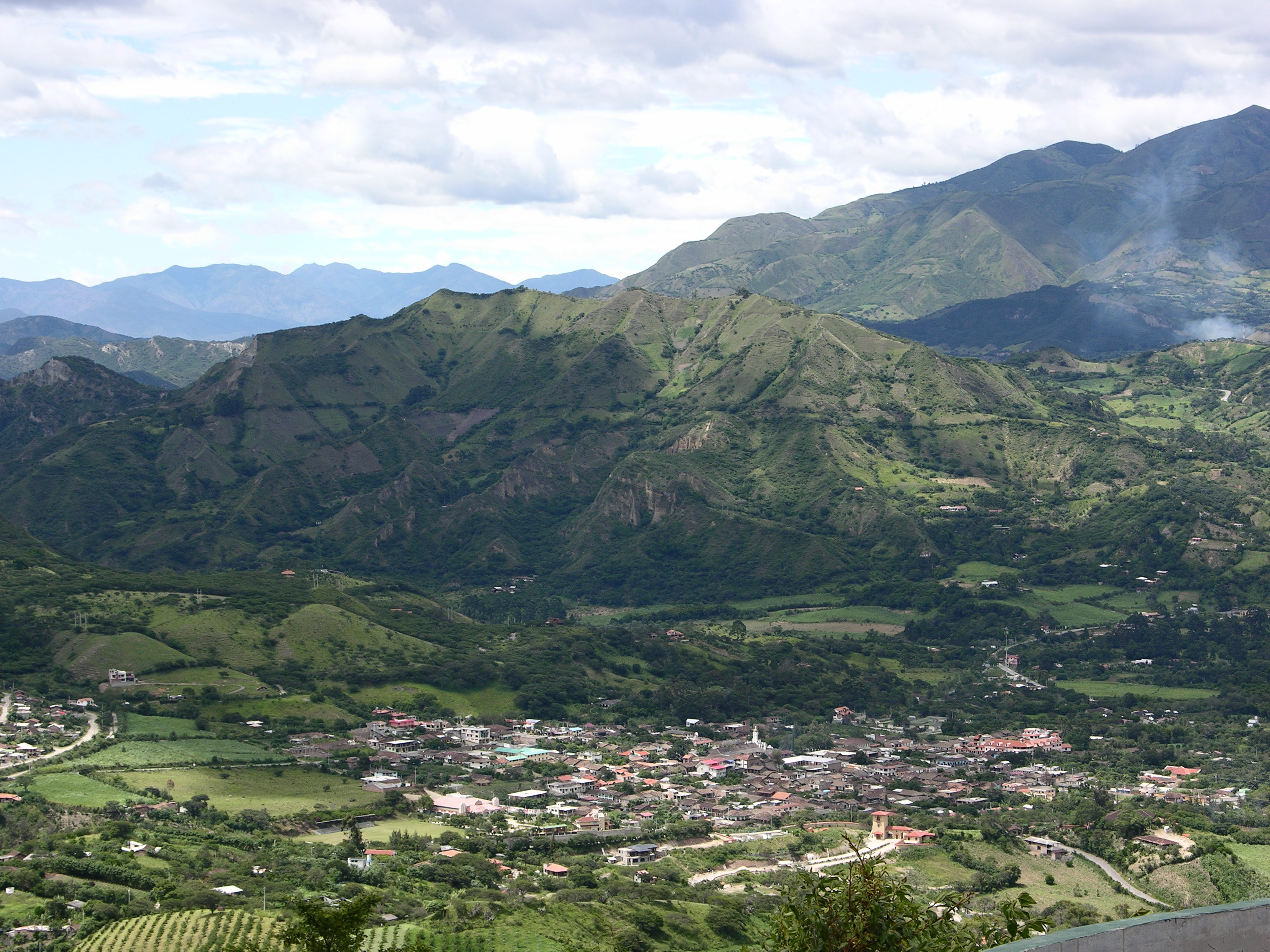
신 빌카밤바

### 스페인 점령하의 빌카밤바
1572년에 빌카밤바가 점령당하고 난 이후, 프란치스코 총독은 그 근처에 새로운 마을을 짓고, 이를 '신 빌카밤바'라고 명명한다. 이후 이 마을을 지배한 관리는 원주민들에 혹독한 대우를 하였고, 스페인 군인들이 원주민들을 함부로 대하는 것을 묵인하였고, 원주민들을 노예로 만들어 강제로 노동력을 탈취하였다. 이 과정에서 수많은 원주민들이 죽었고, 다른 곳으로 도망쳐나갔다. 이후 인근 지역에서 소규모 은 광산이 발견되어 잠시 동안 이목을 끌었으나, 이후 광맥이 고갈되어 버리고 난 후에는 스페인은 더 이상 이 곳에 특별한 관심을 갖지 않았다. 이후 고고학자 하이럼 빙엄이 1911년 이 마을의 주민들에게 정보를 얻어 옛 빌카밤바의 유적을 발견한다.

## 잃어버린 도시
17세기 동안, 빌카밤바의 위치는 몇몇 원주민들을 제외하고는 거의 잊히게 된다. 1710년에 탐험가 아리아스 디아즈가 이 곳에서 약 70km가량 떨어진 초퀘퀴라오를 발견하고, 그 곳을 빌카밤바라고 주장한다. 이후 대부분의 고고학자들은 이 곳을 빌카밤바라고 믿었으나, 1909년에 고고학자 로메오가 16세기에 스페인 원정대가 쓴 기록들을 바탕으로 이 곳이 빌카밤바가 아니라고 주장하며, 다른 곳에 빌카밤바가 있을 가능성을 주장하였다.
1911년, 고고학자 하이럼 빙엄이 빌카밤바에 대한 조사에 착수하게 된다. 그는 원주민들이 해주는 이야기, 즉 정글 속에 잉카의 옛 유적이 남아있다는 주장을 토대로 빌카밤바를 찾기 위한 원정에 나선다. 약 3일간의 힘든 도보 탐험을 끝난 이후, 그는 원주민 부락을 발견하게 되고 그 곳의 거주민들의 도움을 받아 '에스피리투 팜파', 즉 영혼들의 평원이라 불리는 장소를 찾아내게 된다. 빙엄은 그 곳에서 석조 테라스, 59m에 달하는 돌로 지은 가옥, 분수, 도자기, 석조 다리를 발견하는 성과를 올렸다. 하지만 빙엄은 당시 물자 부족에 시달렸고, 이 곳에 오래 머물러 있지 못한채 다시 귀환해야 했다. 빙엄은 그가 발견한 마추 픽추가 빌카밤바라고 주장하고, 이와 같은 주장은 이후 50여 년 동안 고고학계의 정설로 받아들여져 왔다.
1964년, 페루의 고고학자 안토니오 카셀리가 에스피리투 팜파를 방문하였고, 이후 이 곳이 옛 빌카밤바임을 증명하였다. 같은 해에 미국의 탐험가 진 사보이가 이 곳을 재탐험하였고, 하이럼 빙엄이 본 것은 오직 진짜 유적의 일부에 불구하고, 주요 유적군들은 하이럼 빙엄이 발견한 곳에서 약 640m정도 떨어져 있음을 밝혀냈다. 사보이는 약 300여 개에 달하는 가옥들을 새롭게 찾아냈으며, 이 곳이 빌카밤바라는 사실을 밝혀내었다. 이후 수많은 학자들과 고고학적 연구의 결과, 에스피리투 팜파가 진짜 빌카밤바라는 것이 학계의 정설로 자리잡게 된다.

## 같이 보기
- 투팍 아마루